# Kiss Kiss (미나의 음반)
《Kiss Kiss》(키스 키스)는 대한민국의 가수인 미나의 3번째 정규 음반이다. 2005년 9월 13일에 발매되었으며 타이틀 곡은 〈Kiss Kiss〉이다.

## 특징
- 이 음반에 수록된 2번 트랙이자 타이틀곡인 〈Kiss Kiss〉는 터키의 가수인 타르칸의 노래 〈시으마르크〉(Şımarık)를 리메이크한 노래로서 벨리댄스와 힙합 리듬을 결합시킨 댄스 음악이다. 미나는 3집 음반을 발표하기 이전에 터키 현지에서 벨리댄스를 배우기도 했다.[1]
- 미나는 영국 현지에서 애덤 메이슨(Adam Mason) 감독과 함께 〈Kiss Kiss〉 뮤직비디오 촬영을 진행했다. 또한 맨체스터 유나이티드 소속으로 활동하고 있던 대한민국의 축구 선수인 박지성의 서포터를 자처하면서 자신의 3집 음반을 홍보하기도 했다.[2]
- 이 음반에 수록된 3번 트랙인 〈Waba〉는 인도의 전통 기타, 아프리카의 타악기 리듬을 결합시킨 노래이다.[1][3]
- 이 음반에 수록된 4번 트랙인 〈Fall In (My Sunshine)〉은 부드러운 멜로디와 힙합 리듬을 결합시킨 미디엄템포 스타일의 노래이다.[3]
- 이 음반에 수록된 5번 트랙인 〈Kill Mr. Bond〉는 미나 특유의 보컬을 부각시킨 클럽 댄스 스타일의 노래이다.[3]
- 이 음반에 수록된 6번 트랙인 〈Istanbul〉은 라틴 아메리카의 삼바 리듬에 터키의 전통 타악기, 플루트, 기타 연주를 결합시킨 노래이다.[1][3]
- 이 음반에 수록된 7번 트랙인 〈Red〉는 인도의 전통 악기인 시타르 연주에 중점을 맞춘 노래이다.[1][3]
- 이 음반에 수록된 8번 트랙인 〈Sweet Love〉는 기타와 건반 악기 연주가 조화를 이룬 미디엄템포 스타일의 노래이다.[3]
- 이 음반에 수록된 9번 트랙인 〈Oh Oh..〉는 힙합과 리듬 앤 블루스(R&B) 스타일을 결합시킨 노래이다.[3]
- 이 음반에 수록된 10번 트랙인 〈Too hot〉은 힙합에 라틴 기타 리듬를 결합시킨 노래이다.[3]
- 이 음반에 수록된 11번 트랙인 〈Fake Love〉는 힙합, 복고 음악, 피아노, 기타 리듬을 결합시킨 발라드 노래이다.[3]

## 수록곡
| #            | 제목                            | 작사         | 작곡             | 편곡         | 재생 시간 |
| ------------ | ------------------------------- | ------------ | ---------------- | ------------ | --------- |
| 1.           | 〈Concept〉                     | 에이맨       | 유리, 임종순     | 임종순       | 03:24     |
| 2.           | 〈Kiss Kiss〉                   | 최갑원       | 외국 곡 (타르칸) | 최희찬       | 03:34     |
| 3.           | 〈Waba〉                        | 심성미       | 서로             | 서로         | 03:19     |
| 4.           | 〈Fall In (My Sunshine)〉       | 최희찬       | 최희찬           | 최희찬       | 04:04     |
| 5.           | 〈Kill Mr. Bond〉               | 최갑원       | 소울 샵          | 소울 샵      | 03:37     |
| 6.           | 〈Istanbul〉                    | 김민지       | 서로             | 서로         | 03:24     |
| 7.           | 〈Red〉                         | 김태희       | 정진수           | 정진수       | 03:42     |
| 8.           | 〈Sweet Love〉                  | 유리         | 김재석           | 김재석       | 03:34     |
| 9.           | 〈Oh Oh..〉                     | 최갑원       | 이종훈           | 이종훈       | 03:46     |
| 10.          | 〈Too Hot〉                     | 이현우       | 이현우           | 이현우       | 03:57     |
| 11.          | 〈Fake Love〉                   | 유리         | 유리             | 임종순       | 04:15     |
| 12.          | 〈Destino〉                     | 김태희       | 정진수           | 정진수       | 03:42     |
| 13.          | 〈Kiss Kiss (Hip Hop Version)〉 | 최갑원       | 외국 곡 (타르칸) | 최희찬       | 03:57     |
| 총 재생 시간 | 총 재생 시간                    | 총 재생 시간 | 총 재생 시간     | 총 재생 시간 | 48:15     |